# 51772 Sparker
51772 Sparker è un asteroide della fascia principale. Scoperto nel 2001, presenta un'orbita caratterizzata da un semiasse maggiore pari a 2,6841597 UA e da un'eccentricità di 0,1885433, inclinata di 11,01185° rispetto all'eclittica.